# Basilio Valdes

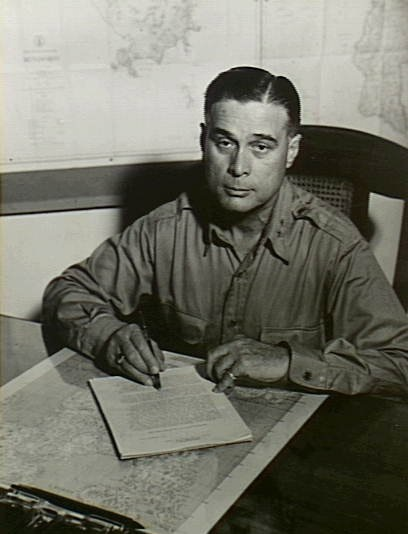
Basilio Valdes

Basilio J. Valdes (Manilla, 10 juli 1892 - 26 januari 1970) was een Filipijns arts, generaal en minister. Valdes was commandant van de Philippine Constabulary en de Filipijnse krijgsmacht. In 1941 werd Valdes door president Manuel Quezon benoemd tot minister van Defensie. Na de Japanse invasie aan het begin van de Tweede Wereldoorlog was hij een van de leden van Quezons oorlogskabinet in ballingschap.

## Biografie
Basilio Valdes werd op 10 juli 1892 geboren als derde kind van een gezin van vier. Zijn ouders waren Filomena Pica en Benito Valdes y Salvador, een arts en voormalig klasgenoot van José Rizal in Madrid. De familie leidde een zwervend bestaan, waardoor de jonge Valdes veel verschillende scholen bezocht. Zo studeerde hij van 1897 tot 1901 aan het La Salle College in Barcelona, van 1901 tot 1903 aan het La Salle College in Hongkong, van 1903 tot 1904 aan de American School in Manilla, van 1905 tot 1908 aan Pagsanjan High School en van 1908 tot 1911 aan Manila High School. Op voorspraak van zijn vader koos hij na zijn middelbareschoolopleiding voor een studie medicijnen aan de University of Santo Tomas (UST).
Na zijn afstuderen in 1916 werkte Valdes korte tijd als docent aan de UST, maar vertrok hij nog datzelfde jaar naar Frankrijk waar hij ging werken als chirurg bij het Franse Rode Kruis. Van 1917 tot 1919 diende hij als chirurg in het Amerikaans leger. Op zijn 26e werd hij aangesteld als hoofdchirurg van een Engels-Frans militair ziekenhuis. In 1919 keerde hij door ziekte noodgedwongen terug naar Manilla. Hij begon zijn eigen praktijk en werkte tevens voor de medische faculteit van de UST. In 1921 werd hij door senaatspresident Manuel Quezon overgehaald om te komen werken voor de Filipijnse overheid. Hij begon als medisch inspecteur bij de Philippine Constabulary met de rang van 1e luitenant. In 1926 had hij zich opgewerkt tot hoofdchirurg met de rang van luitenant-kolonel. Naast zijn militaire carrière was hij van 1924 tot 1928 lid, en van 1928 tot 1932 president van de Board of Medical Examiners, verantwoordelijk voor het toelatingsexamen voor artsen in de Filipijnen. In 1932 werd hij bovendien benoemd tot eerste commissaris van gezondheid en publiek welzijn.
Op 1 mei 1934 werd Valdes door Quezon benoemd tot commandant van de Constabulary, met de rang van brigadier-generaal. In zijn periode als commandant werd deze versterkt van 4500 tot 8000 man. In 1936 volgde een promotie tot majoor-generaal en een benoeming tot vicecommandant van het Filipijnse leger. In 1938 werden het Filipijnse leger gereorganiseerd en werd de Constabulary afgescheiden van het leger. Valdes werd daarbij benoemd tot interim-commandant. In deze periode was hij verantwoordelijk voor de oprichting van Camp Aguinaldo en Camp Crame.
In 1939 werd Valdes door Quezon tot eerste commandant van de Filipijnse strijdkrachten benoemd. Twee jaar later, op 23 december 1941 volgde een benoeming tot minister van defensie. Bij het uitbreken van de Tweede Wereldoorlog vergezelde hij Quezon tijdens de Japanse invasie van de Filipijnen bij diens vlucht naar de Verenigde Staten. Daar was hij minister van defensie, publieke werken, communicatie en arbeid. Ook na Quezons overlijden in 1944 bleef hij minister in het kabinet van diens opvolger Sergio Osmeña. Tot 6 februari 1945 bleef hij minister van defensie en communicatie. Hij was in 1945 bovendien kortstondig minister van gezondheid.
Vanaf 1946 ging hij weer werken als arts en academicus. Zo was hij onder andere professor chirurgie aan de UST. Naast zijn carrière als arts en academicus was hij betrokken bij vele maatschappelijke organisaties en initiatieven. Zo was was hij op 15 september 1949 een van de zes artsen die de Phililippine Hospital Organisation oprichtten. In 1950 was hij betrokken bij de oprichting van het Lourdes Hospital.
Valdes overleed in 1970 op 77-jarige leeftijd. Hij was getrouwd Rosario Legarda. Hun huwelijk bleef kinderloos. Wel adopteerden ze een dochter.